# Quận Hidalgo, Texas
Quận Hidalgo (tiếng Anh: Hidalgo County) là một quận trong tiểu bang Texas, Hoa Kỳ. Quận lỵ đóng ở thành phố Edinburg 2. Theo kết quả điều tra dân số năm  2000 của Cục điều tra dân số Hoa Kỳ, quận có dân số 569.463 người.

## Thông tin nhân khẩu
Theo điều tra dân số 2 năm 2000, đã có 569.463 người, 156.824 hộ gia đình, và 132.829 gia đình sống trong quận. Mật độ dân số là 363 người trên một dặm vuông (140/km ²). Đã có 192.658 đơn vị nhà ở với mật độ trung bình là 123 dặm vuông (47/km ²). Cơ cấu dân tộc của dân cư trong quận là 77,71% người da trắng, 0,49% da đen hay Mỹ gốc Phi, 0,42% người Mỹ bản xứ, 0,59% người châu Á, 0,02% người đảo Thái Bình Dương, 18,64% từ các chủng tộc khác, và 2,12% từ hai hoặc nhiều chủng tộc. 88,35% dân số là người Hispanic hay Latino thuộc chủng tộc nào.
Đã có 156.824 hộ, trong đó 49,70% có trẻ em dưới 18 tuổi sống chung với họ, 65,00% là các cặp vợ chồng sống với nhau, 15,70% có chủ hộ là nữ không có mặt chồng, và 15,30% là không lập gia đình. 13,10% của tất cả các hộ gia đình đã được tạo thành từ các cá nhân và 6,30% có người sống một mình 65 tuổi trở lên đã được người. Bình quân mỗi hộ là 3,60 và cỡ gia đình trung bình là 3,96.
Trong quận, đô tuổi dân số với 35,30% ở độ tuổi dưới 18, 11,30% 18-24, 27,60% 25-44, 16,00% 45-64, và 9,70% người 65 tuổi trở lên. Tuổi trung bình là 27 năm. Cứ mỗi 100 nữ có 94,40 nam giới. Cứ mỗi 100 nữ 18 tuổi trở lên, đã có 89,90 nam giới.
Thu nhập trung bình cho một hộ gia đình trong quận đã được $ 24.863, và thu nhập trung bình cho một gia đình là $ 26,009. Nam giới có thu nhập trung bình $ 21.299 so với 18.297 $ cho phái nữ. Thu nhập trên đầu cho các quận được $ 9,899. Giới 31,30% gia đình và 35,90% dân số sống dưới mức nghèo khổ, trong đó có 45,50% những người dưới 18 tuổi và 23,30% có độ tuổi từ 65 trở lên. thu nhập bình quân đầu người của huyện làm cho nó một trong những huyện nghèo nhất tại Hoa Kỳ.